# نیروگاه هسته‌ای اسمولنسک
نیروگاه هسته‌ای اسمولنسک (به لاتین: Smolensk Nuclear Power Plant) یک نیروگاه هسته‌ای در روسیه است که در دسنوگورسک واقع شده‌است.